# Дамода (подокруг)
Дамода или Дамудья (бенг. ডামুড্যা, англ. Damudya) — подокруг в центральной части Бангладеш. Входит в состав округа Шариатпур. Образован в 1975 году. Административный центр — город Дамудья. Площадь подокруга — 91,73 км². По данным переписи 1991 года численность населения подокруга составляла 95 659 человек. Плотность населения равнялась 1042 чел. на 1 км². Уровень грамотности населения составлял 27,9 %. Религиозный состав: мусульмане — 96,69 %, индуисты — 3,31 %.